# Фебус Френкель
Фебюс Хірш Френкель (23 червня 1906, Станиславів — 14 вересня 1968, Ліон) — французький шаховий композитор і лікар.

## Біографія
Народився 23 червня 1906 року в Станиславові (нині Івано-Франківськ, Україна). З 1922 року захопився вивченням шахів. У травні 1922 року опублікував свою першу шахову композицію. Протягом 1922—1924 років публікував свої шахові композиції в різних місцевих газетах. 1925 року поїхав на навчання до Франції, почав студіювати медицину в Старсбурзі. Протягом 1929—1933 років публікувався в газеті «Schwalbe» («Ластівка»), його публікації були 7 разів відзначені різними призами. З 1931 до 1936 року співпрацював з виданнями «Dernières Nouvelles Illustrées» та «La Vie Au Foyer», де вів рубрики «Шахи» та «Бридж». 1938 року одружився з Міною Шемович (Chaimovich). 1948 року відкрив приватну медичну практику.
Помер 14 вересня 1968 року в місті Ліоні.